# Pellaea schippersii
Pellaea schippersii är en kantbräkenväxtart som beskrevs av Bernard Verdcourt. Pellaea schippersii ingår i släktet Pellaea och familjen Pteridaceae. Inga underarter finns listade.